# Valfurva
Valfurva (lombardul: Valforba) település Olaszországban, Sondrio megyében. Lakosainak száma 2487 fő (2023. január 1.). Valfurva Bormio, Peio, Ponte di Legno, Stilfs, Valdisotto, Martello és Sondalo községekkel határos.

## Népesség
A település népességének változása:
| Lakosok száma | 2598 | 2581 | 2487 |
|               | 2017 | 2018 | 2023 |